# Канино
 Тази статия е за селото в Северна Македония.  За градчето в Централна Италия вижте Канино (Италия).  
Канино (на македонска литературна норма: Канино; на гръцки: Κάνινο) е село в община Битоля на Северна Македония.

## География
Селото се намира на 660 m надморска височина в областта Пелагония, на 12 km южно от Битоля.

## История
Според една местна легенда името на селото е от хубавата Калина и после се е трансформирало в Канино. Друга го свързва с първия жител на селото дядо Коте, който бил много гостоприемен и постоянно канел гости.
В XIX век Канино е село в Битолска кааза на Османската империя. Според статистиката на Васил Кънчов („Македония. Етнография и статистика“) от 1900 година Канино е смесено село с 250 жители, от които 60 българи християни и 190 арнаути мохамедани. Църквата в селото „Рождество Богородично“ е от 1830 година, а манастирът „Света Петка“ – от 1860 година.
На Етнографската карта на Битолския вилает на Картографския институт в София от 1901 година Канино е чисто българско село в Битолската каза на Битолския санджак с 28 къщи.
Цялото население на селото е гъркоманско под върховенството на Цариградската патриаршия. По данни на секретаря на Българската екзархия Димитър Мишев („La Macédoine et sa Population Chrétienne“) в 1905 година в Канино има 192 българи патриаршисти гъркомани.
По време на българското управление в Македония през Първата световна война Канино е част от Барешанска община в Битолска селска околия и има 329 жители.
В 1971 година селото има 276 жители. След това населението намалява вследствие на силна емиграция към Битоля, Скопие, презокеанските земи и Европа, а в селото се заселват хора от Мариово. Според преброяването от 2002 година селото има 111 жители самоопределили се както следва:
| Националност     | Всичко |
| северномакедонци | 107    |
| албанци          | 0      |
| турци            | 0      |
| роми             | 0      |
| власи            | 0      |
| сърби            | 2      |
| бошняци          | 0      |
| други            | 2      |

## Личности
Родени в Канино
- Илия Размов, български опълченец, IV опълченска дружина, умрял преди 1918 г.[7]
- Миле Димовски (1924 - 1944), югославски партизанин и деец на комунистическата съпротива във Вардарска Македония
- Никола Канински (1914 - 1944), югославски партизанин и деец на комунистическата съпротива във Вардарска Македония
- Ристе Спасевски (1925 - 1944), югославски партизанин и деец на комунистическата съпротива във Вардарска Македония